# Nowy Bogumin
Nowy Bogumin (czes. Nový Bohumín, niem. Neu Oderberg) – część miasta Bogumina w kraju morawsko-śląskim, w powiecie Karwina w Czechach. Obejmuje południową część gminy katastralnej Nový Bohumín (w północnej części znajduje się Szonychel). Liczba mieszkańców wynosi 13970 (61,5% ludności miasta), a adresów 964. 

## Historia
Jest to najmłodsza a zarazem najludniejsza i najbardziej uprzemysłowiona część miasta. Pierwsze budynki w południowej, nie zamieszkałej, części Szonychla powstały w połowie XIX wieku, co związane było z otwarciem stacji Kolei Północnej w 1847, ale przede wszystkim z uruchomieniem Kolei Koszycko-Bogumińskiej w 1871, co uczyniło stację ważnym węzłem komunikacyjnym. W tym okresie budowano domy dla robotników jak i budynki przemysłowe. Pod koniec XIX w. i początkiem XX wzniesiono kilka okazałych budowli w stylu neogotyckim.
Po podziale Śląska Cieszyńskiego w 1920, miejsce znalazło się w granicach Czechosłowacji. Zmiana nazwy osady z Szonychel na Nowy Bogumin nastąpiła w kwietniu 1924 roku, a 16 października 1924 otrzymała ona prawa miejskie. W październiku 1938 miejscowość wraz z resztą Zaolzia została zaanektowana przez Polskę, a podczas II wojny światowej przez nazistowskie Niemcy. Po wojnie przywrócona Czechosłowacji.

## Zabytki
- Kościół katolicki z 1896
- Budynek ratusza wybudowany w latach 1897-1898
- Kompleks niemieckich szkół z lat 1894-1914
- Kościół luterański z 1901

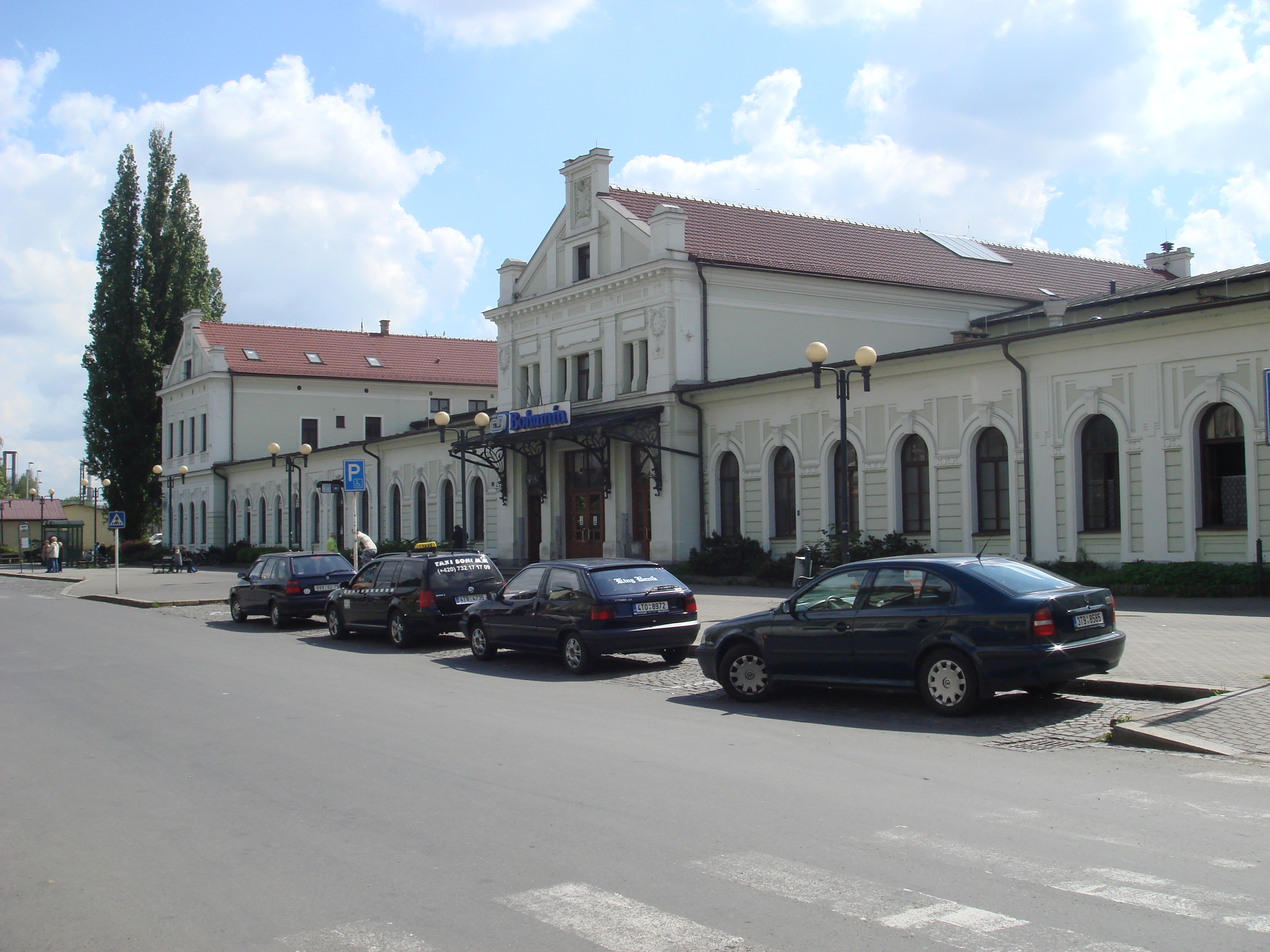
Dworzec kolejowy
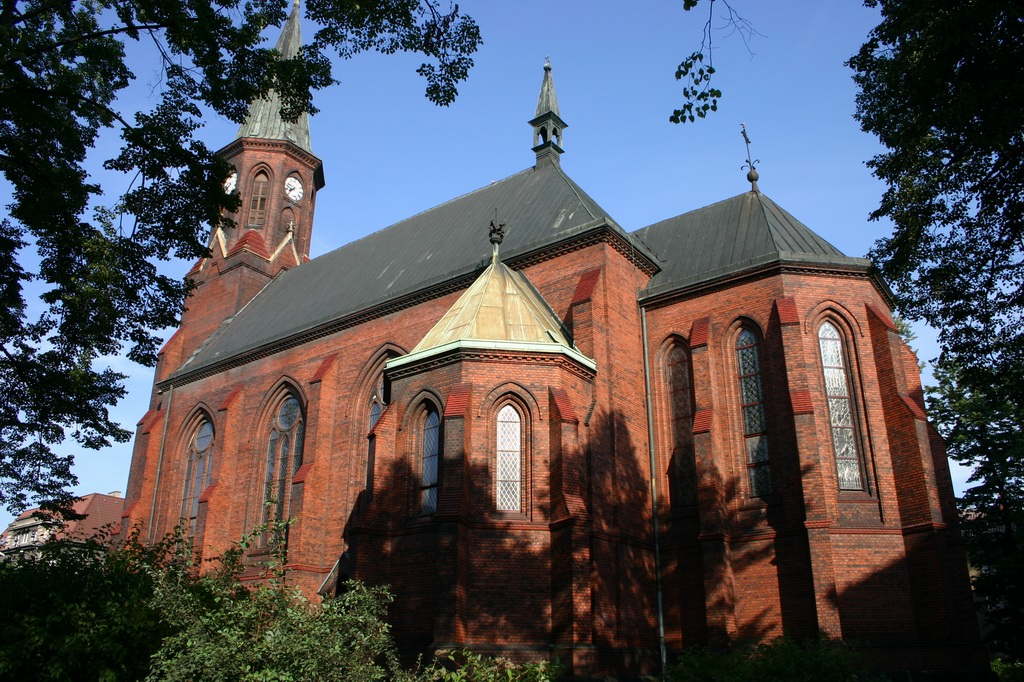
Kościół katolicki
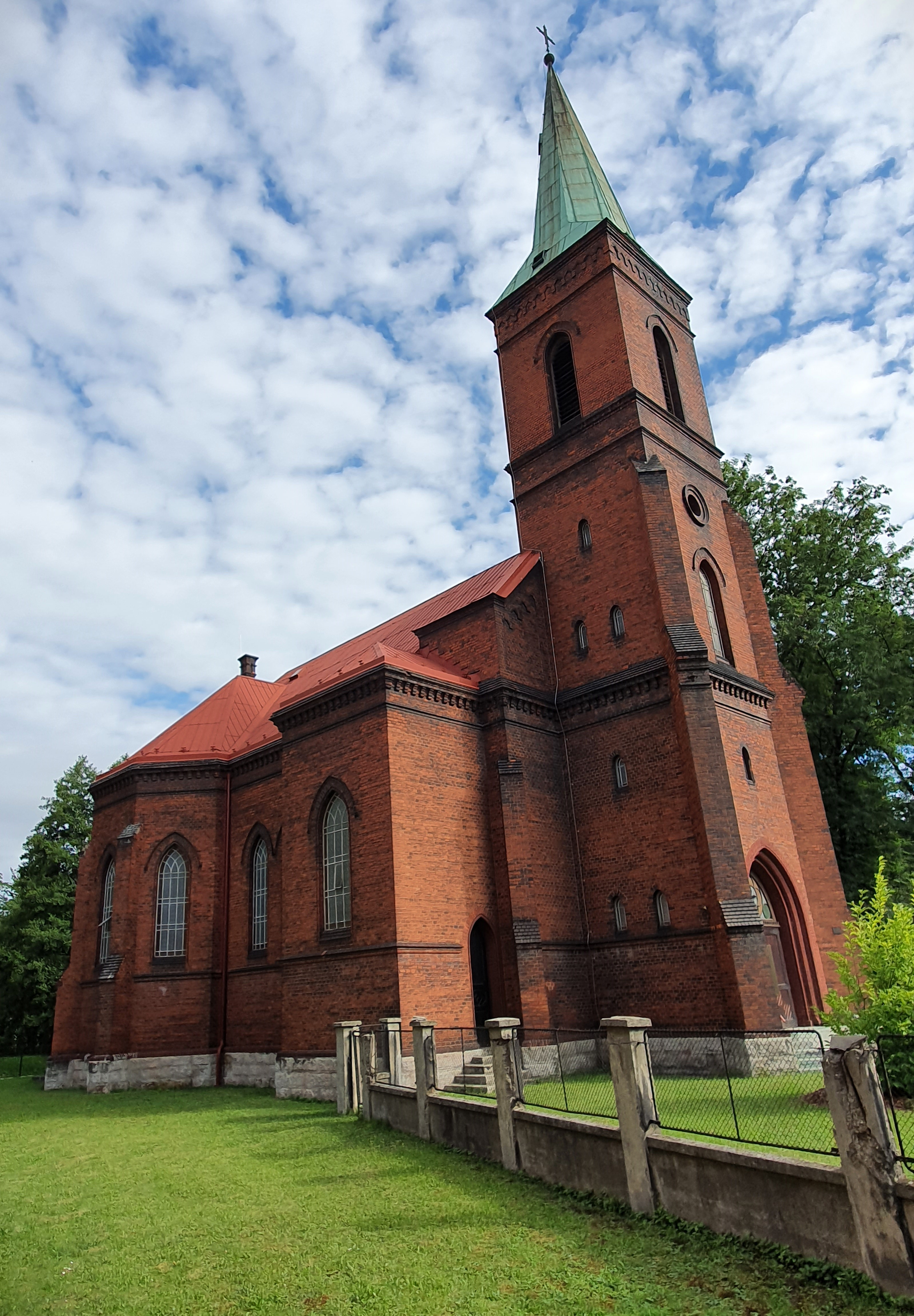
Kościół ewangelicki
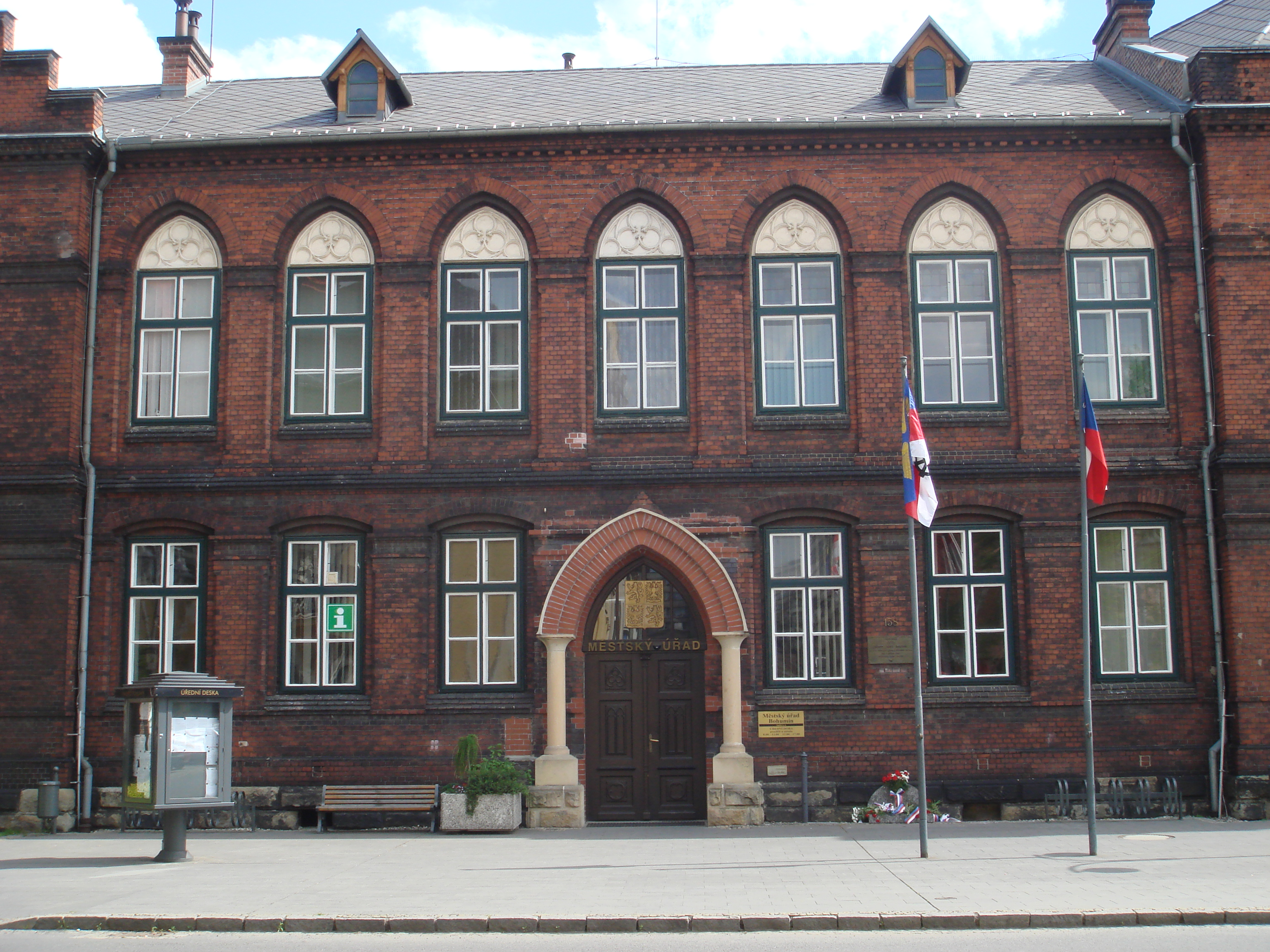
Urząd miejski